# Hohenhof

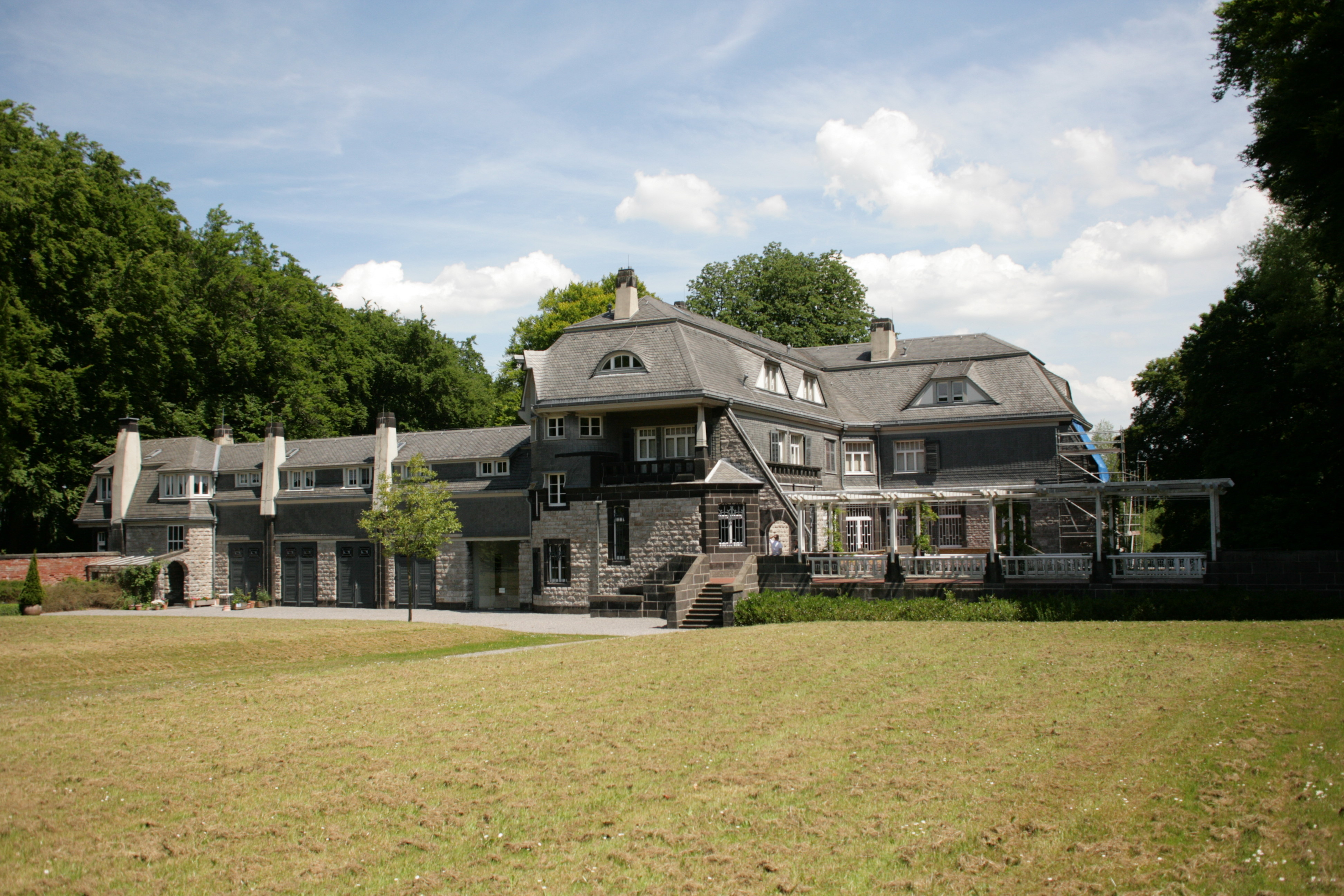
Tuingevel

De Hohenhof is een art-nouveauvilla in Hagen in de Duitse deelstaat Noordrijn-Westfalen, ontworpen in 1906-1908 door Henry Van de Velde voor Karl Ernst Osthaus en diens vrouw Gertrud. Het is een gesamtkunstwerk waarin moderne kunstwerken uit die tijd zijn geïntegreerd. Sinds 1989 is de villa een afdeling van het Osthaus Museum.

## Geschiedenis
In de geest van de reformbeweging nam de industrieel en kunstliefhebber Karl Ernst Osthaus (1874-1921) aan het begin van de 20e eeuw het initiatief voor de tuinstad en kunstenaarskolonie Hohenhagen aan de zuidoostelijke rand van het Ruhrgebied. Voor zijn eigen woonhuis, het eerste van het project, deed hij een beroep op de Belgische architect Henry Van de Velde, die voor hem al het interieur van het Museum Folkwang had verzorgd en die ondertussen directeur was geworden van de Kunstgewerbeschule. Hij stond niet alleen in voor de architectuur, maar ook voor het ontwerp van de ornamenten, de meubels, de verlichting, de stoffen voor wanden en vloeren, het bestek en zelfs de ontvangstjurk van Gertrud Osthaus. Elke kamer was een stilistische eenheid, opgebouwd uit complementaire details. 
Ook in de selectie van kunstwerken was Van de Velde bepalend. Ze waren maatgevend voor de kleurenschema's en afmetingen van de ruimtes. In de ontvanstruimte hing het schilderij De uitverkorene van Ferdinand Hodler en in de dameskamer Herfst in Parijs van Edouard Vuillard. Henri Matisse schilderde voor de wintertuin het driedelige Nimf en sater, terwijl Johan Thorn-Prikker de brandglasramen in het trappenhuis en de sjabloonmuren in de werkkamer creëerde. De voordeur werd omgeven door reliëfs van Hermann Haller. 

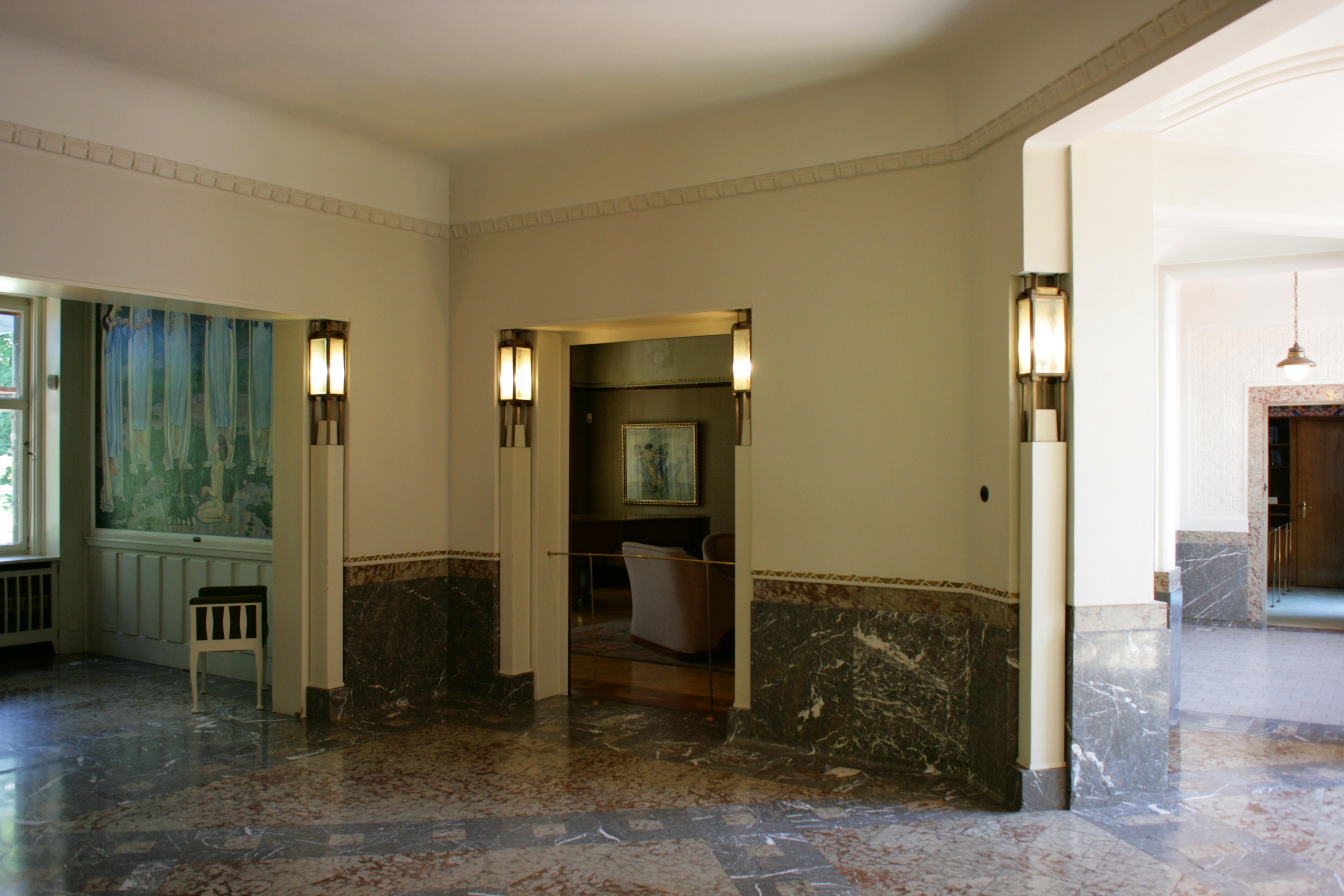
Inkomhal
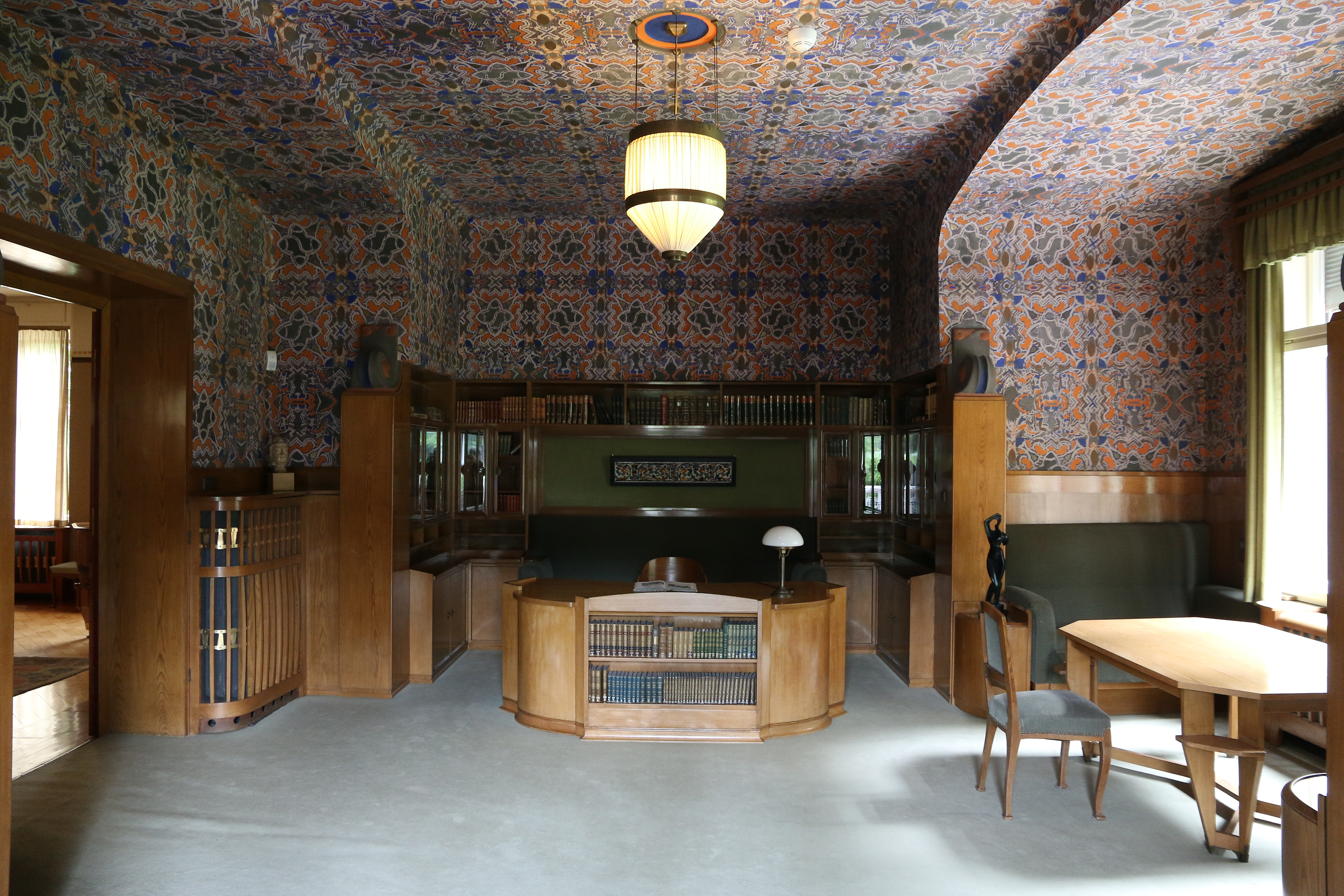
Werkkamer
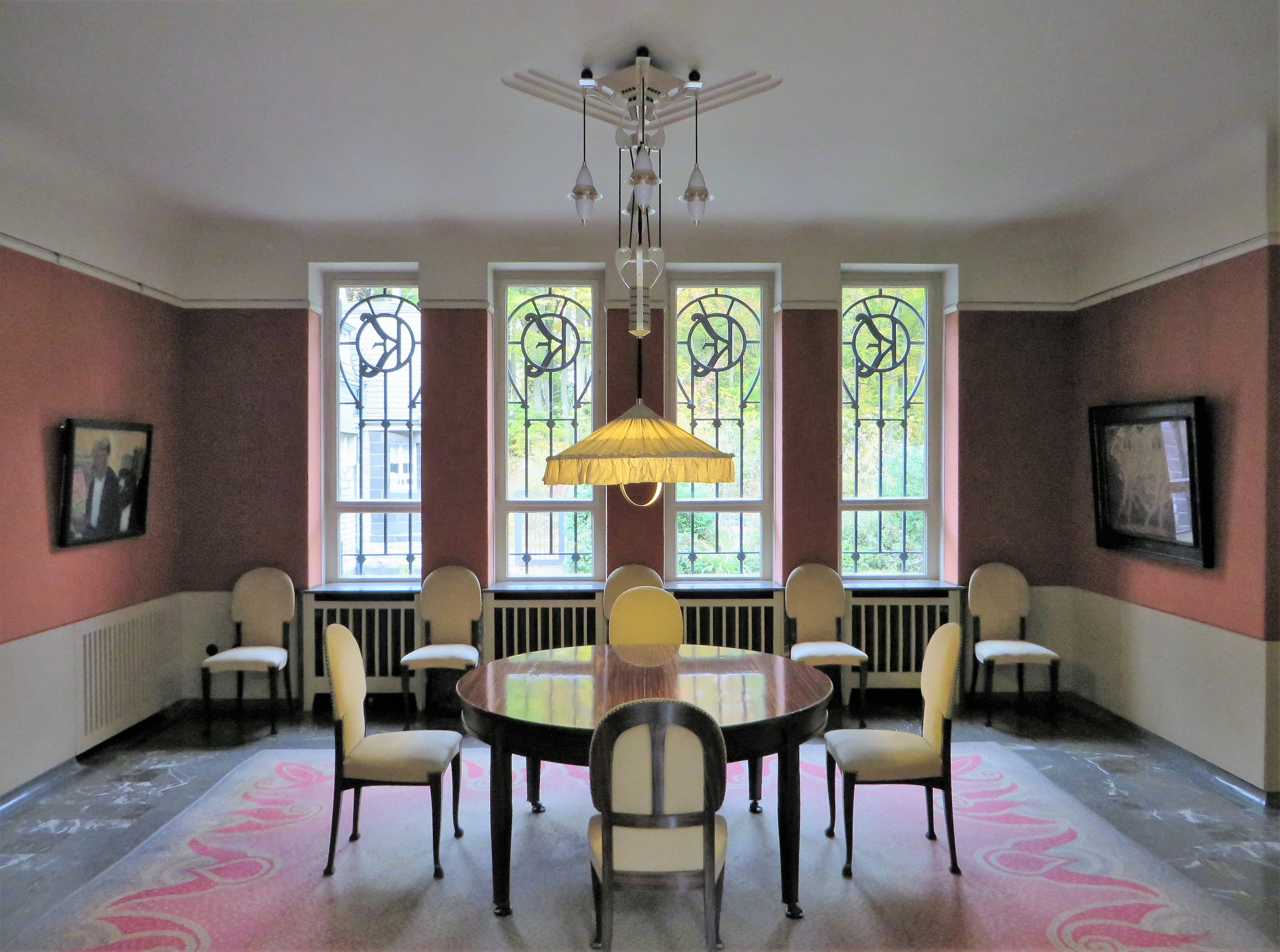
Eetkamer
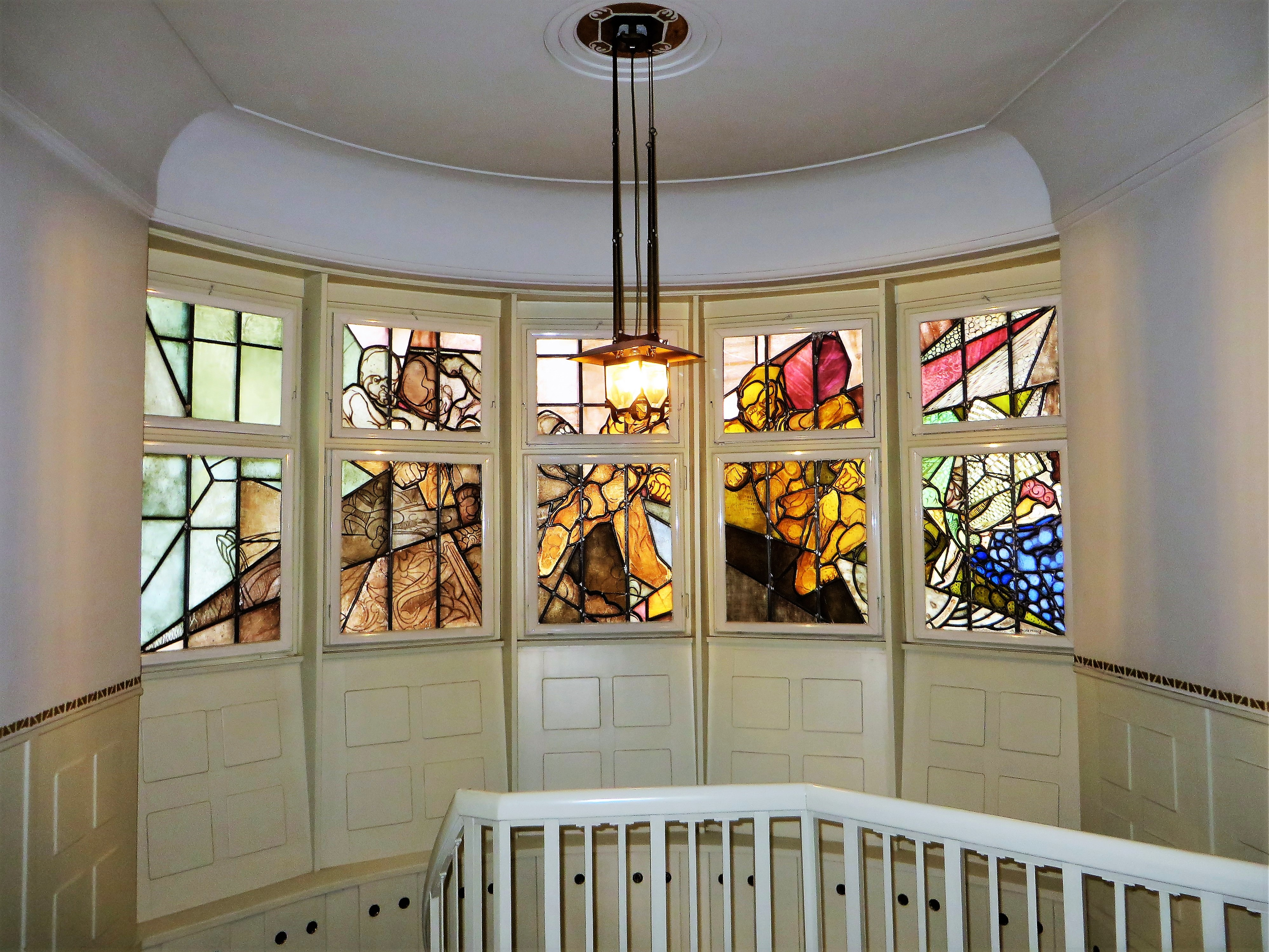
Trappenhuis

Architectonisch was het huis vooruitstrevend. Symmetrie is in de gevels of de kamerindeling nauwelijks te vinden, de functie van de ruimtes bepaalde de vorm. Het grondplan laat zich lezen als twee in elkaar geschoven L-vleugels, met de hal als verbinding. Er werd gebruikgemaakt van kwalitatieve, traditionele materialen in diverse kleuren en texturen: zwarte basaltlavasteen uit Niedermendig contrasteert met de lichte arduin, de blauwige Moezelleien en het wit- en groengeverfde hout van de deuren en raamkozijnen. De holistische aanpak strekte zich ook uit tot de tuin, maar op dat vlak was Osthaus niet tevreden met het strakke resultaat. De pergola en de verzonken fonteintuin bleven behouden, maar voor de rest liet hij in 1913 een complete heraanleg uitvoeren door de tuinarchitect Leberecht Migge.

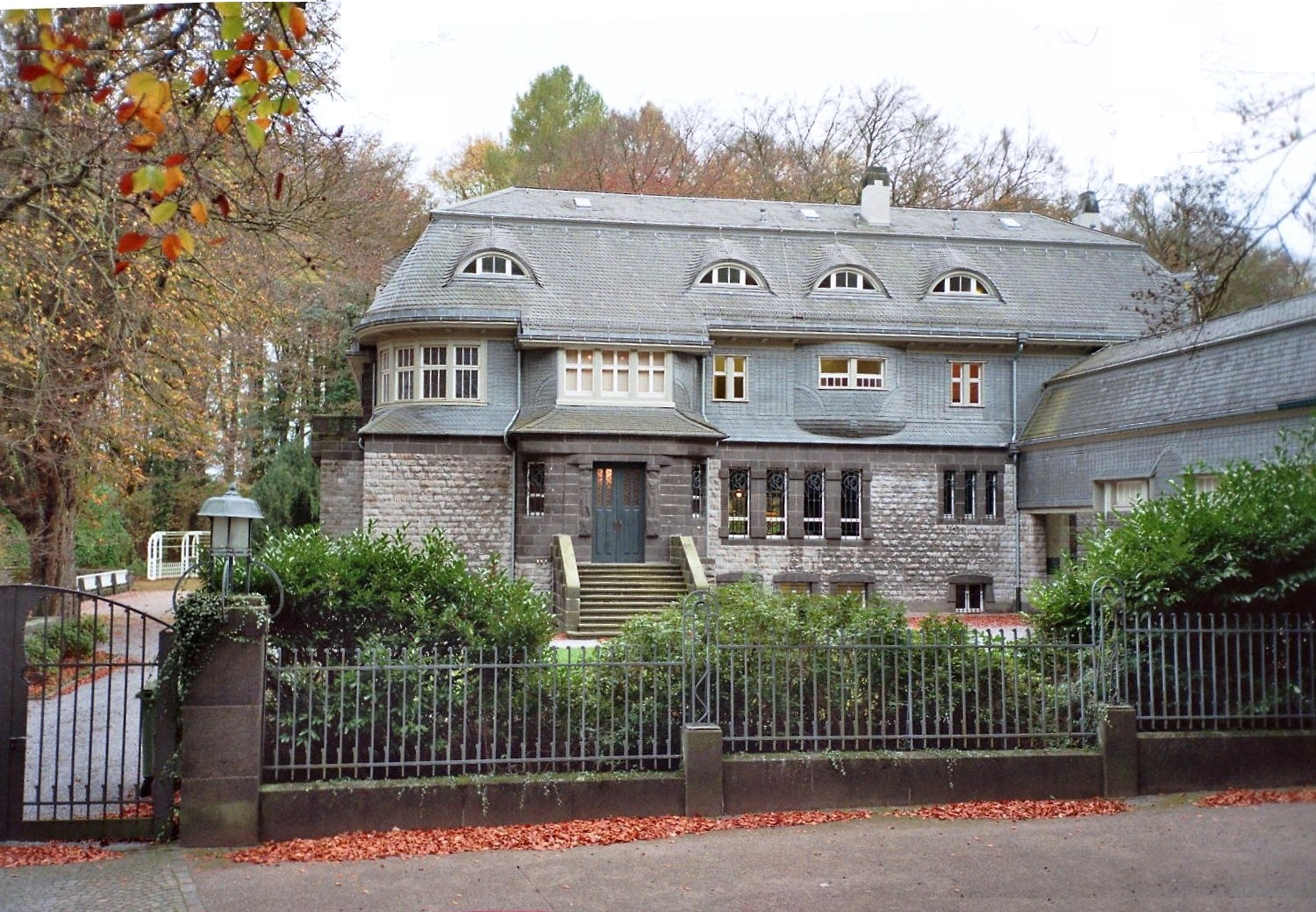
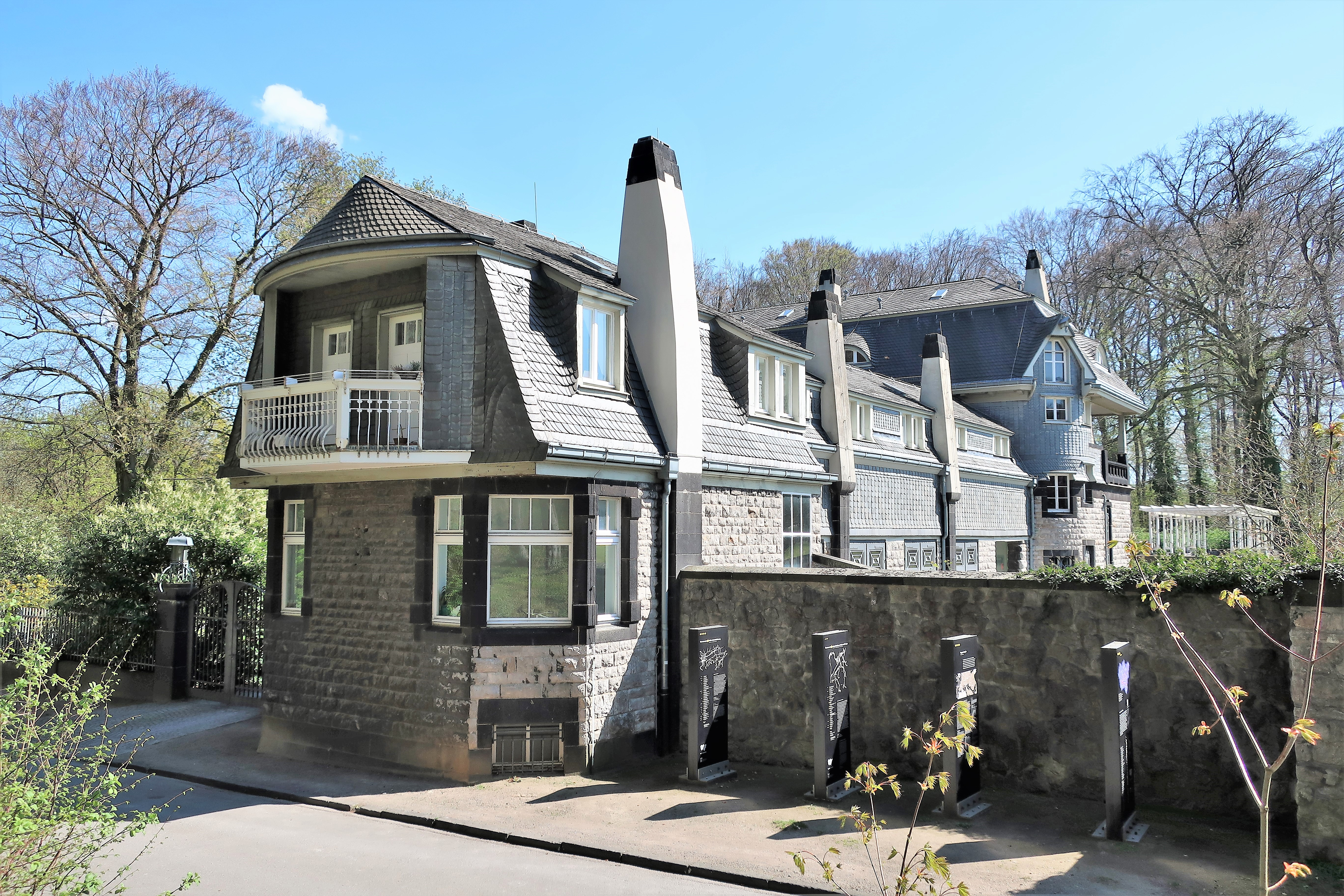
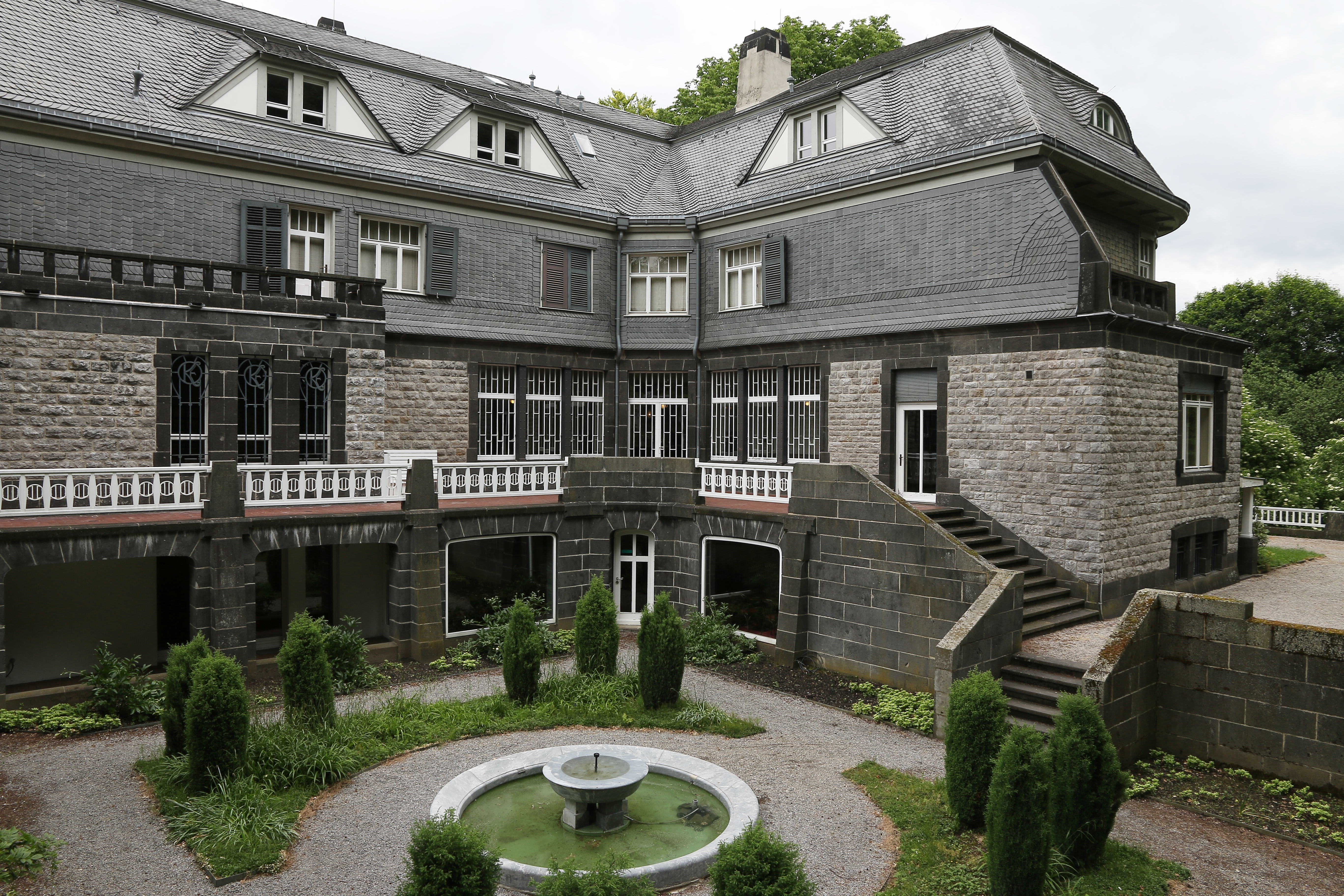
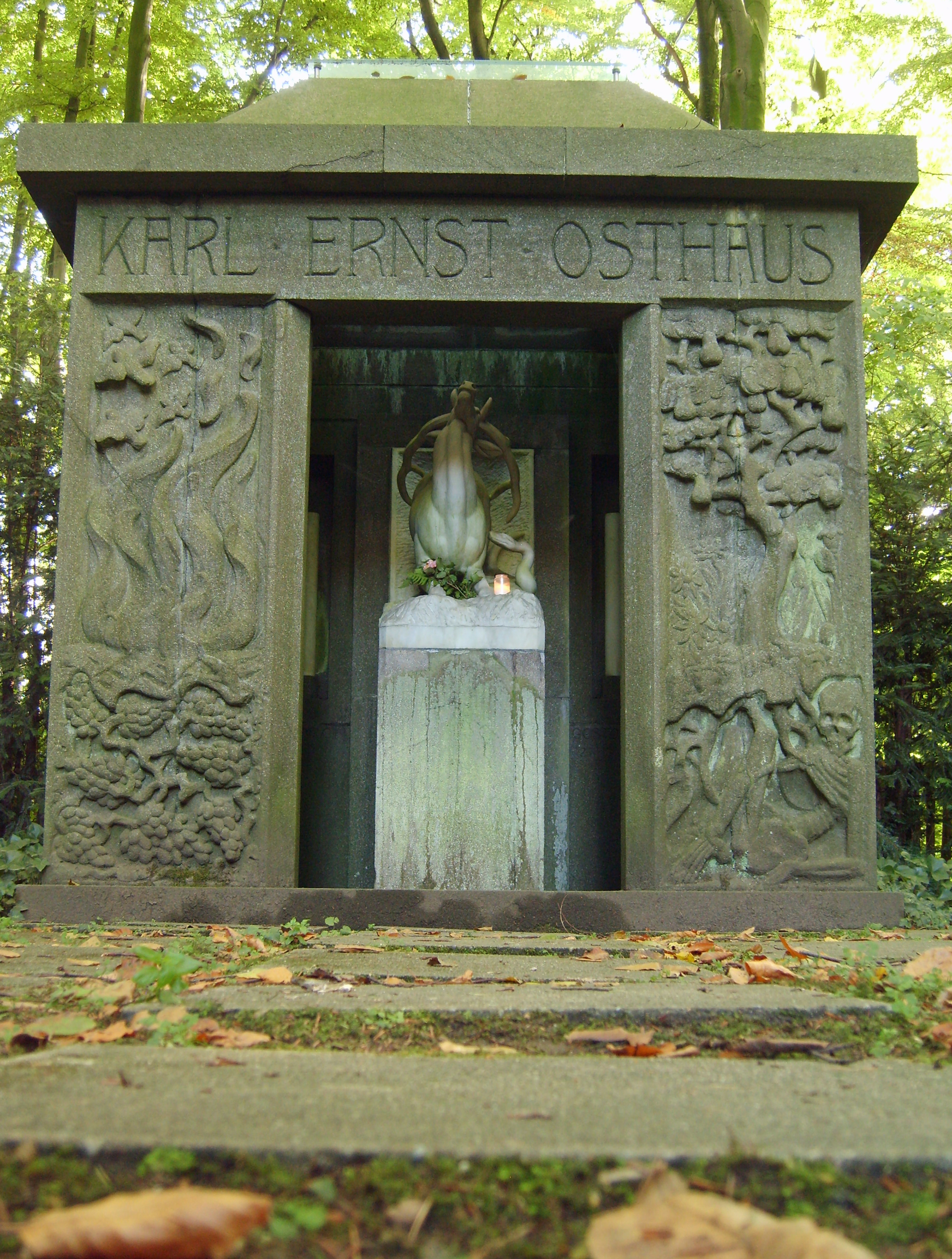
Mausoleum
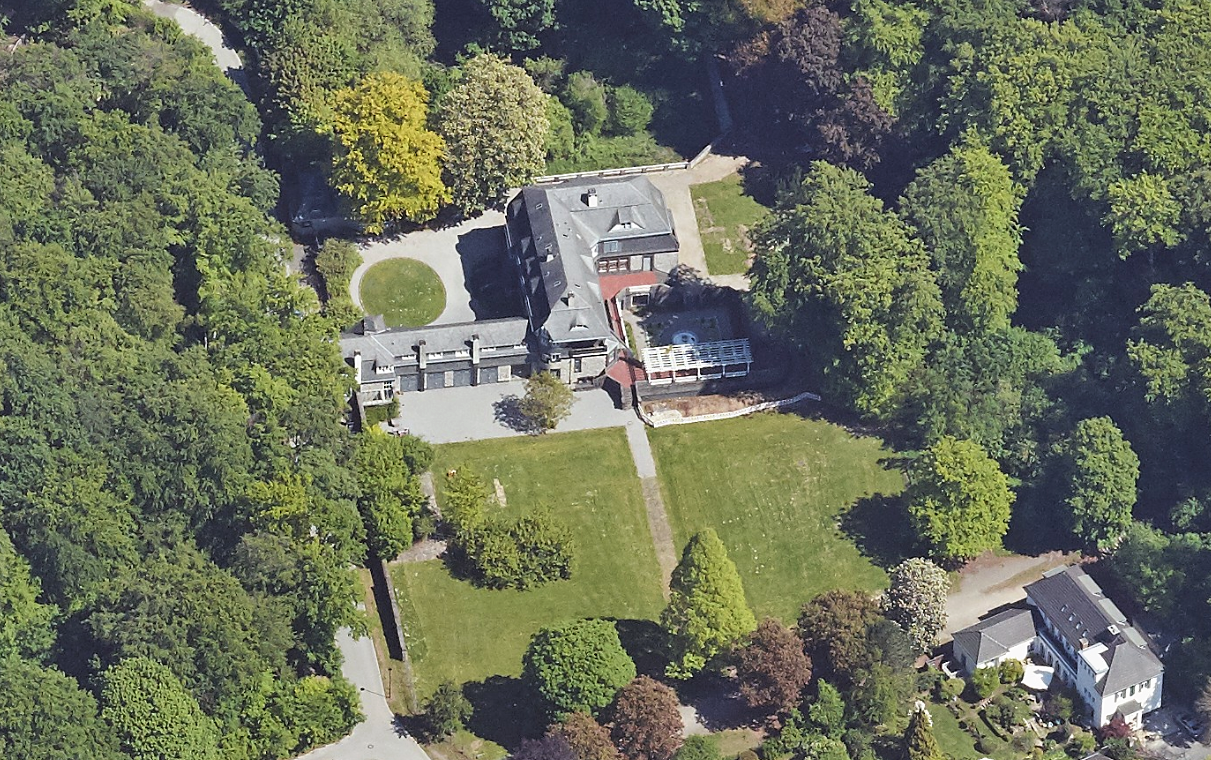

In 1920 bracht Osthaus zijn reformschool onder in een deel van de Hohenhof. Daar kwam een einde aan bij zijn dood het volgende jaar. Hij kreeg een grafmonument in de tuin door Johannes Ilmari Auerbach. De familie vestigde de handweverij Hohenhagen in enkele vertrekken van de villa (1924-1930). In 1927 verkocht ze het complex aan de gemeente Hagen op voorwaarde dat het als gesamtkunstwerk bewaard zou blijven. In 1933 stond de stad de Hohenhof af aan de NSDAP, die er een nazischool voor gouwleiders van maakte. Tegen het einde van de oorlog was het een militair hospitaal en van 1946 tot 1962 een vrouwenkliniek. In de jaren 1963-1976 was de Hohenhof de zetel van de Pedagogische Hogeschool Hagen. In de tuin kwamen diverse paviljoenen, die bij de restauratie vanaf 1984 weer werden afgebroken. 
De restauratie vond plaats onder impuls van Manfred Osthaus. Transformaties werden ongedaan gemaakt en de vroegere meubels werden teruggekocht of gerepliceerd. Sinds 1989 is de Hohenhof voor het publiek toegankelijk gemaakt als afdeling van het Osthaus Museum. Het werd in 1999 ook onderdeel van de Route der Industriekultur in het Ruhrgebied. In het voormalige koetshuis is een designcollectie van Henry van de Velde ondergebracht. De tuinen rondom de villa werden van juli 2022 tot juni 2023 compleet opnieuw aangelegd. 

## Voetnoten
1. ↑  Van Haaren en Welzel 2013, p. 12. Gearchiveerd op 31 juli 2023.

- Gemeinsame Normdatei: 4814061-2
- Union List of Artist Names: 500307414
- Virtual International Authority File: 247409596